# Maschinenbau (Branche)
Der Maschinenbau ist ein Wirtschaftszweig, der sich mit der Fertigung von Maschinen beschäftigt.

## Deutschland
Der Beginn des deutschen Maschinenbaus geht zurück auf Johann von Zimmermann. Er gilt als der Begründer des Werkzeugmaschinenbaus in Deutschland. Seine im Jahr 1848 in Chemnitz gebaute Fabrik war die erste Fabrik Deutschlands und des Festkontinents zum Bau von Werkzeugmaschinen.
Der Maschinenbau ist heute einer der führenden Industriezweige Deutschlands, der sehr auf den Export ausgelegt ist.
Mit mehr als 900.000 Beschäftigten in Deutschland und ungefähr 300.000 Beschäftigten im Ausland wird ein Umsatz von rund 130 Mrd. € (davon 60 % im Export) erwirtschaftet. Er ist mit seinen rund 6.600 Unternehmen, wovon 95 % weniger als 500 Beschäftigte haben, mittelständisch-unternehmerisch geprägt. Der Pro-Kopf-Umsatz im Maschinenbau beträgt rund 148.000 Euro.
Laut Angaben des Statistischen Bundesamts fand zwischen 2003 (Index 100) und 2006 folgendes Wachstum statt: Aufträge (Index 117), Beschäftigung (Index 112). Von der Wirtschaftskrise zwischen Herbst 2008 und Frühjahr 2010 war auch der Maschinenbau betroffen, konnte sich aber im zweiten Halbjahr 2010 wieder erholen. Derzeit profitiert der Maschinenbau wieder durch Aufträge aus dem Ausland, insbesondere aus China und durch Aufträge aus der Branche der Erneuerbaren Energien.
Der Verein Deutscher Ingenieure (VDI) ist die größte Vereinigung von Ingenieuren und Naturwissenschaftlern in Deutschland.
Rund 3500 Unternehmen der Investitionsgüterindustrie sind im Industrieverband VDMA organisiert.
Die Automobilhersteller und -zulieferer werden durch den Verband der Automobilindustrie (VDA) vertreten.

## Schweiz
Bis zur Jahrtausendwende war der Maschinenbau jene Branche der Schweiz, die das größte Exportvolumen generierte. Heute liegt er mit einem Anteil von 14,9 % an zweiter Stelle hinter der führenden Chemischen- und Pharmazeutischen Industrie und vor der Uhrenindustrie. Strukturell setzt er sich zusammen aus zahlreichen kleinen und mittelgrossen Unternehmen (KMU); zudem gibt es auch einige größere und Großkonzerne.

## Europa
Der Maschinenbau hat in Europa durch die Bildung der EU eine starke Erleichterung erhalten.
Bisher musste jede Maschine den entsprechenden nationalen Normen des Landes des Betreibers entsprechen. Durch die Umsetzung der Maschinenrichtlinie 2006/42/EG, die seit dem 29. Dezember 2009 für die Länder der EU verbindlich ist, kann dieselbe Maschine in alle EU-Mitgliedsstaaten exportiert werden. Nach dieser Richtlinie ist eine Maschine eine Gesamtheit von miteinander verbundenen Teilen, von denen mindestens eines beweglich ist und nicht direkt von menschlicher oder tierischer Kraft angetrieben wird. Maschinen, die zum Heben und Senken gedacht sind, z. B. ein Flaschenzug, bilden eine Ausnahme. Jedes Gerät, das die Kriterien der Richtlinie entspricht, muss mit dem CE-Kennzeichen gekennzeichnet werden. Somit ist z. B. auch eine klassische Mausefalle eine Maschine, da die Energie, die der Mensch zum Aufziehen aufgebracht hat, nicht sofort wieder abgeben wird, sondern durch eine Feder gespeichert wird.